# Wayne Dillon
Gerald Wayne „Tommy“ Dillon (* 25. Mai 1955 in Toronto, Ontario) ist ein ehemaliger kanadischer Eishockeyspieler, der im Verlauf seiner aktiven Karriere zwischen 1971 und 1982 unter anderem 232 Spiele für die New York Rangers und Winnipeg Jets in der National Hockey League (NHL) sowie 230 weitere für die Toronto Toros und Birmingham Bulls in der World Hockey Association (WHA) auf der Position des Centers bestritten hat. Sein jüngerer Bruder Gary Dillon war ebenfalls professioneller Eishockeyspieler und absolvierte 13 Partien für die Colorado Rockies in der NHL.

## Karriere
Dillon spielte von 1970 bis 1971 bei den Markham Waxers in der Metro Junior B Hockey League (MetJBHL). Im Sommer 1971 wechselte der Mittelstürmer in die höherklassige Ontario Hockey Association (OHA), wo er die folgenden zwei Spielzeiten im Trikot der Toronto Marlboros auflief. Im zweiten Jahr beim Team sicherte er sich am Saisonende das Double bestehend aus dem J. Ross Robertson Cup der OHA sowie dem Memorial Cup der gesamten Canadian Hockey League (CHL). Da Dillon mit seinen Leistungen von 119 Scorerpunkten in 69 Saisoneinsätzen sowie vier Punkten in drei Memorial-Cup-Spielen maßgeblich an den Titelgewinnen beteiligt war, sicherten sich im August 1973 die Toronto Toros aus der World Hockey Association (WHA) die Dienste des gerade einmal 18-jährigen Angreifers.
Zum Beginn der Saison 1973/74 stand Dillon im Stammkader der Toros. In seinem Rookiejahr sammelte er 76 Punkte in 83 Partien, ehe er sich im folgenden Spieljahr auf 103 Punkte in ebenso vielen Einsätzen steigerte. Zusätzlich gehörte er im Sommer 1974 zum erweiterten Kader der kanadischen Nationalmannschaft bei der Summit Series 1974, blieb aber letztlich ohne Nominierung und zugleich Einsatzzeiten. Damit machte der 20-Jährige auch die Franchises der mit der WHA in Konkurrenz stehenden National Hockey League (NHL) auf sich aufmerksam. Schließlich wählten ihn die New York Rangers im NHL Amateur Draft 1975 in der ersten Runde an der zwölften Gesamtposition aus. Aufgrund seiner bereits gesammelten Erfahrungen im Profibereich, entschied sich der Kanadier im Sommer 1975 seine Geburtsstadt zu verlassen und schloss sich den New York Rangers an. Dort verbrachte der Offensivspieler drei Spieljahre. Nachdem er in den ersten beiden Jahren jeweils mindestens 45 Punkte sammeln konnte, schaffte er es in der Folge nicht sich weiterzuentwickeln, wodurch die Rangers seinen auslaufenden Vertrag im Sommer 1978 nicht verlängerten.
Dillon entschied sich daraufhin in die WHA zurückzukehren, wo mittlerweile die Birmingham Bulls seine Transferrechte hielten, nachdem die Organisation die kanadische Metropole Toronto verlassen hatte und nach Birmingham im US-Bundesstaat Alabama umgesiedelt worden war. Für die Bulls absolvierte Dillon die letzte Saison der WHA vor ihrer Auflösung und wechselte schließlich wieder in die NHL. Dort hatten sich mittlerweile die Winnipeg Jets, die als eines von vier WHA-Franchises in die NHL aufgenommen worden waren, in einem Transfer mit den New York Rangers im Juli 1979 gesichert. In der Organisation der Jets fasste Dillon jedoch nie Fuß und bestritt bis zu seiner Entlassung im Januar 1980 lediglich 13 Spiele, in denen er punktlos blieb.
In Ermangelung lukrativer Angebote aus der NHL entschied sich Dillon die Spielzeit 1980/81 beim SC Rapperswil-Jona aus der Schweizer Nationalliga B (NLB) zu verbringen. Er kehrte jedoch nach einem Jahr nach Nordamerika zurück und unterzeichnete ein Arbeitspapier bei den Fredericton Express aus der American Hockey League (AHL). Deren Kooperationspartner Nordiques de Québec hatte zum nahezu selben Zeitpunkt seinen vier Jahre jüngeren Bruder Gary unter Vertrag genommen, setzten ihn jedoch die gesamte Saison bei den Express ein. Beide beendeten daraufhin nach ihrer einzigen gemeinsamen Saison im Sommer 1982 ihre Laufbahn als Aktive.

### International
Für sein Heimatland stand Dillon lediglich im Rahmen des Iswestija-Pokals 1979 in der sowjetischen Landeshauptstadt Moskau auf dem Eis, nachdem er von seinem Arbeitgeber Winnipeg Jets die Teilnahmeerlaubnis erhalten hatte. In vier Turniereinsätzen erzielte er dabei bei der Partie gegen die UdSSR ein Tor. Die Kanadier belegten am Turnierende den fünften und letzten Platz.

## Erfolge und Auszeichnungen
- 1973 J.-Ross-Robertson-Cup-Gewinn mit den Toronto Marlboros
- 1973 Memorial-Cup-Gewinn mit den Toronto Marlboros

## Karrierestatistik

### International
Vertrat Kanada bei:
- Iswestija-Pokal 1979

(Legende zur Spielerstatistik: Sp oder GP = absolvierte Spiele; T oder G = erzielte Tore; V oder A = erzielte Assists; Pkt oder Pts = erzielte Scorerpunkte; SM oder PIM = erhaltene Strafminuten; +/− = Plus/Minus-Bilanz; PP = erzielte Überzahltore; SH = erzielte Unterzahltore; GW = erzielte Siegtore; 1 Play-downs/Relegation; Kursiv: Statistik nicht vollständig)